# Szenta, Somogy
Szenta  este un sat în districtul Csurgó, județul Somogy, Ungaria, având o populație de 426 de locuitori (2011). 

## Demografie
Componența etnică a satului Szenta
     Maghiari (78,23%)
     Romi (21,17%)
     Croați (0,6%)
Componența confesională a satului Szenta
     Romano-catolici (75,82%)
     Reformați (3,52%)
     Luterani (2,11%)
     Fără religie (1,88%)
     Necunoscută (16,67%)
Conform recensământului din 2011, satul Szenta avea 426 de locuitori. Din punct de vedere etnic, majoritatea locuitorilor (78,23%) erau maghiari, cu o minoritate de romi (21,17%).  Din punct de vedere confesional, majoritatea locuitorilor (75,82%) erau romano-catolici, existând și minorități de reformați (3,52%), luterani (2,11%) și persoane fără religie (1,88%). Pentru 16,67% din locuitori nu este cunoscută apartenența confesională.